# Green Mamba FC
Green Mamba Football Club w skrócie Green Mamba FC – suazyjski klub piłkarski grający w pierwszej lidze suazyjskiej, mający siedzibę w mieście Manzini.

## Sukcesy
- I liga[1]:
  - mistrzostwo (3): 2011, 2019, 2022.

- Puchar Eswatini[2]:
  - zwycięzca (2): 2004, 2012.
  - finał (1): 2016.

## Występy w afrykańskich pucharach
| Sezon     | Rozgrywki     | Runda   | Kraj     | Klub                        | Dom | Wyjazd | Dwumecz |
| --------- | ------------- | ------- | -------- | --------------------------- | --- | ------ | ------- |
| 2001      | Puchar CAF    | 1       | Zambia   | Zanaco FC                   | 0–0 | 1–1    | 1–1     |
| 2001      | Puchar CAF    | 2       | Mozambik | Clube Ferroviário de Maputo | 0–2 | 0–2    | 0–4     |
| 2012      | Liga Mistrzów | wstępna | Zimbabwe | FC Platinum                 | 2–4 | 0–4    | 2–8     |
| 2019/2020 | Liga Mistrzów | wstępna | Zambia   | ZESCO United                | 0–2 | 0–1    | 0–3     |

## Stadion
Domowe mecze klub rozgrywa na stadionie o nazwie Trade Fair Ground w Manzini. Stadion może pomieścić 5000 widzów.